# Zarzour
Zarzour (în arabă الزرزور) este o comună din provincia M'Sila, Algeria.
Populația comunei este de 5.077 de locuitori (2008).